# Panhandle de l'Idaho

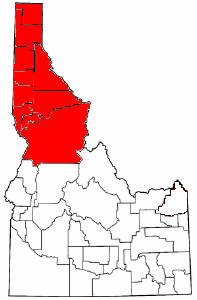
La Panhandle au sein de l'État

La panhandle de l'Idaho (Idaho Panhandle) est la région nord de l'État américain de l'Idaho. Il comprend les dix comtés les plus septentrionaux de l'État. La partie sud de cette région est quelquefois dénommée North Central Idaho et le reste Nord Idaho. Il forme un corridor géographique, en anglais panhandle (« queue de poêle »), qui est bordé par l'État de Washington à l'ouest, le Montana à l'est et la province canadienne de Colombie-Britannique au nord.
La région est sur un fuseau horaire différent du reste de l'Idaho. La panhandle est en effet sur le fuseau horaire Pacifique (Pacific Standard Time, UTC-8) alors que le reste de l'État est sur le fuseau horaire des Rocheuses (Mountain Standard Time, UTC-7).

## Histoire
La panhandle de l'Idaho a été créée quand le Territoire du Montana fut organisé à partir du Territoire de l'Idaho en 1864.  Tous les territoires à l'ouest du Continental Divide (la ligne de séparation des eaux dans les Montagnes Rocheuses entre Pacifique d'une part et golfe du Mexique et Arctique d'autre part) furent rattachés à l'Idaho. Toutefois, les enquêteurs chargés de tracer le nouveau territoire oublièrent la chaine de Bitteroot. Au moment où ils réalisèrent leur erreur, ils poussèrent alors au nord jusqu'à l'actuel Sandpoint, donc l'étroite panhandle fut laissée intacte. Parmi les zones de l'actuel Montana se trouvant à l'ouest du Continental Divide, on peut citer Butte, Missoula, Kalispell, Flathead Lake et la moitié occidentale du Glacier National Park.
Quand le siège du gouvernement territorial fut transféré de Boise à Lewiston à la fin de 1864, il fut estimé que la région du panhandle serait dure à gouverner. Une proposition fut alors faite que la partie nord de l'Idaho devienne son propre État. La proposition n'aboutit pas mais une nouvelle tentative vit le jour en 1901. Il fut alors proposé de fusionner la panhandle avec l'Eastern Washington pour créer l'« État de Lincoln », mais la tentative échoua de nouveau.

## Comtés duPanhandle
- Comté de Benewah
- Comté de Bonner
- Comté de Boundary
- Comté de Clearwater
- Comté d'Idaho
- Comté de Kootenai
- Comté de Latah
- Comté de Lewis
- Comté de Nez Perce
- Comté de Shoshone

La ville de Coeur d'Alene est la plus grande ville de la région. On peut également citer les villes de Lewiston, Moscow (qui abrite l'Université de l'Idaho), Post Falls, Hayden et Sandpoint.
La région a une superficie de 54 422 km2 (plus 839 km2 de lacs et rivières)  soit 25,39 % de l'Idaho. La population de la panhandle en 2004 était de 295 160 habitants soit un peu plus de 21 % de la population totale de l'État estimée à 1 393 262 habitants.

## Points d'attraction
- Panhandle National Forests
- Lac Pend Oreille
- Lac Coeur d'Alene
- Kootenai River
- Silverwood Theme Park

## Réserves indiennes
- Coeur d'Alene Indian Reservation
- Kootenai Indian Reservation
- Nez Perce Indian Reservation

## Politique
Autrefois dominé par l'industrie minière, l'Idaho Panhandle était une région favorable au Parti démocrate. Cependant, le Parti républicain y est majoritaire depuis le déclin de l'industrie et des syndicats,. La région, à l'exception du comté de Latah, est désormais considérée comme l'une des plus conservatrices de l'État et du pays.